# Tricalysia concolor
Tricalysia concolor là một loài thực vật thuộc họ Rubiaceae. Đây là loài đặc hữu của Gabon.